# Monogenea
Monogenea is een groep (klasse) van voornamelijke parasitair levende platwormen. Organismen uit de klasse Monogenea zijn kleine wormen die leven als ectoparasiet op de huid en in de kieuwen van vissen. Ze zijn zelden langer dan 28 cm. Een paar soorten die op zeevissen voorkomen, kunnen groter worden; in het algemeen zijn de wormen die op zeevis leven groter.

## Beschrijving
Platwormen hebben geen skelet, hart en vaatstelsel en geen maag-darmstelsel, maar wel een zwak ontwikkelde zuigopening. Achter deze zuigopening zit een soort van darm, maar dit is geen doorlopend systeem, het dier heeft dus geen anus. 
Platwormen uit de klasse Monogenea klampen zich vast met haakjes. De verschillende groepen hebben ieder afzonderlijk daarvoor gespecialiseerde structuren. De structuren die aan de voorkant van de worm zitten worden prohaptoren genoemd, die aan de achterkant opisthaptoren. Prohaptoren zijn de voornaamste structuren waarmee de worm zich aan de gastheer hecht. 
De wormen zijn meestal tweeslachtig, dus ieder individu is uitgerust met de geslachtsorganen van beide seksen. De meeste zijn eierleggend, maar een paar groepen zijn eierlevendbarend.

## Evolutionaire ontwikkeling en systematiek
De voorouders van de Monogenea waren waarschijnlijk vrij levende platwormen zoals de soorten die nu behoren tot de 
Turbellaria. 
Meestal worden de Monogenea verdeeld in twee onderklassen die gebaseerd zijn op de vorm van de haptor. Bij de Monopisthocotylea bestaat de haptor uit één deel met daaraan haken of een hechtschijf. De andere groep, de Polyopisthocotylea hebben een haptor die bestaat meerdere onderdelen, typisch gevormde kleine krammetjes. Deze groep wormen komt bijna uitsluitend voor als bloedzuigende parasiet op de kieuwen van vissen. Soorten uit de onderklasse Monopisthocotylea kunnen op kieuwen voorkomen, maar veelal ook op de huid en de vinnen.
| - Orde Monopisthocotylea - Familie Acanthocotylidae - Familie Bothitrematidae - Familie Calceostomatidae - Familie Capsalidae (onder andere Neobenedenia, een grote huidworm die leeft in tropische zeeën en die hinderlijke infecties veroorzaakt in zeeaquaria) - Familie Dactylogyridae ("kieuwwormen") - Familie Dionchidae - Familie Diplectanidae - Familie Gyrodactylidae (huidwormen bij vissen) - Familie Loimoidae - Familie Microbothriidae - Familie Monocotylidae - Familie Tetraonchidae - Familie Udonellidae - Orde Polyopisthocotylea - Familie Allomicrocotylidae - Familie Allopyragraphoridae - Familie Anchorophoridae - Familie Aviellidae - Familie Axinidae - Familie Cemocotylidae | - Orde Polyopisthocotylea (vervolg) - Familie Chimaericolidae - Familie Dactylocotylidae - Familie Diclidophoridae (onder andere Diclidophora, een kieuwworm op zeevissoorten en primitieve zoetwatersoorten zoals steuren) - Familie Diclybothriidae - Familie Discocotylidae - Familie Gastrocotylidae - Familie Heteraxinidae - Familie Hexabothriidae - Familie Hexostomatidae - Familie Macrovalvitrematidae - Familie Mazocraeidae - Familie Megalonchidae - Familie Microcotylidae - Familie Octolabeidae - Familie Polystomatidae (onder andere Protopolystoma, een parasiet op kikkers uit het geslacht Xenopus) - Familie Protomicrocotylidae - Familie Pterinotrematidae - Familie Pyragraphoridae - Familie Sphyranuridae |